# Newgrange
Newgrange (irsky Sí an Bhrú) je mohylový monument z období neolitu, nacházející se v hrabství Meath na východě Irska, asi kilometr severně od řeky Boyne. Byl vybudován kolem roku 3200 př. n. l.  Není zcela jasné, k jakému účelu původně sloužil, ale protože jeho vchod směřuje k bodu, kde při zimním slunovratu na horizontu vychází Slunce, které zaplaví svým světlem místnost uvnitř monumentu, pravděpodobně se jednalo o náboženskou stavbu.
Ve skutečnosti je Newgrange jedním z monumentů v neolitickém komplexu Brú na Bóinne, společně s podobnými mohylami s vnitřní pasáží Knowth a Dowth. Celý komplex je na seznamu světového dědictví UNESCO. Newgrange je velmi podobný jiným neolitickým stavbám v západní Evropě, například komorové hrobce Maes howe na skotských Orknejích nebo Bryn Celli Ddu na ostrově Anglesey ve Walesu.
Mohyla byla odkryta v dnešním hrabství Meath již roku 1699 a původně mylně přisuzována mladším civilizacím. Newgrange doposud ponechává řadu otázek otevřených, ale s jistotou ukazuje na vyspělou společnost v oblasti řeky Boyne. Též se předpokládá, že mohyla má spojitost s Dadga, bohem slunce a dobra.